# 臺中州立圖書館
臺中州立圖書館為臺灣日治時期臺中州所設立的公共圖書館，1921年成立、1929年完工（三田鎌次郎設計）。建築目前由合作金庫商業銀行台中分行使用中，並公告為歷史建築。而根據《臺中州社會教育概況（昭和九年）》中的資料顯示，該圖書館最主要的閱讀人群是兒童（佔全年度閱覽人數41.96%），其次是學生（34.07%）跟無職業者（15.29%）。

## 歷史

### 州圖設立前
臺中州圖設立的起源，可追溯到明治四十四年（1911年）1月5日於臺中醫生會館舉行的大演說會。當時有山移定助、山田恭之進、艉原保人、小佃駒三等幾名律師在會上發起籌設圖書館的活動，並由當時擔任臺中公共團長的小佃駒三負責籌設事宜，但後來由於經費問題，使得籌設事宜無疾而終。

### 州圖設立後
大正九年（1920年），臺中州知事加福豐次再次倡建圖書館，彰化銀行董事坂本素魯哉乃樂捐3千萬做為購書經費，初由臺中知事官邸提供其二樓空間作為臨時館址，不久館舍先後遷移至臺中公園的商品陳列館，及原水利組合之辦公處（今臺中市役所）。
大正十年（1921年）1月正式開設，遷移至臺中俱樂部內。大正十二年（1923年）3月31日，以臺中州令第15號制訂〈臺中州立圖書館規則〉後，同年5月15日正式將圖書館定名為「臺中州立圖書館」。大正十四年（1925年），遷移至大屯郡役所舊址。由於館舍狹隘，在原址擴建新館舍，至1928年完成。
昭和三年（1928年）5月14日，在已完工尚未遷入的新館舍前，發生台中不敬事件。昭和四年（1929年）10月，圖書館遷入新館舍（今址）。根據統計，昭和九年（1934年）的臺中州圖藏書有1萬4488冊，其中以文學類的書籍最多（3168冊）。
日治時期為了促使圖書流通，曾實施「巡迴文庫」的措施，會將書籍輪流送到需要的地區提供民眾借閱。臺中州圖當時在總督府指導及協助下，將臺中州分成四個區，每區含有數郡，並在其中設立州轄閱覽所，每月各區的書籍會進行交換。
職員
1934年職員名單：
- 館長：二宮力
- 書記：岡江豐
- 囑託：小林藤吉

### 戰後民國時期

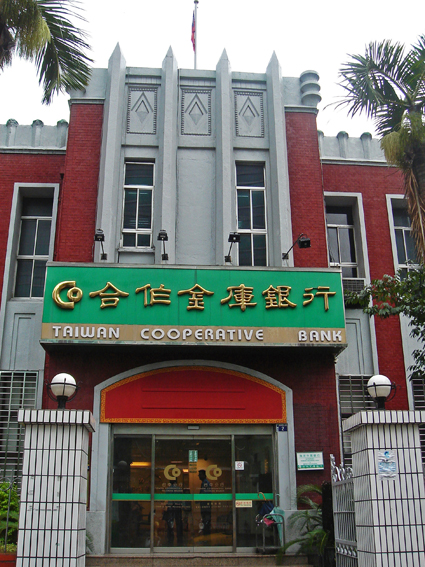
原圖書館現為合作金庫商業銀行台中分行

1945年中華民國政府接收臺灣總督府轄區後，台中接管委員會接收臺中州立圖書館，陷於停頓。1946年3月1日，原館舍先成立「臺中縣立臺中圖書館」後再改為「臺灣省立臺中圖書館」（今國立公共資訊圖書館），為台灣省行政長官公署教育處所屬機關。1947年二二八事件後，台灣省行政長官公署改組為臺灣省政府，省中圖變成臺灣省政府教育廳所屬機關。1972年，省中圖遷館於北區精武路291之3號，原址售予合作金庫銀行改作金融機構使用至今。
2005年3月16日，臺中市文化局將建築登錄為臺中市台灣歷史建築。

## 建築
臺中州立圖書館的館舍為一棟三層樓的磚造建築，面積461坪，內部設有一般、特別、婦人、兒童、新聞雜誌等閱覽室，可容納193人。書庫有三層，每層約可容納2萬2千冊書籍。

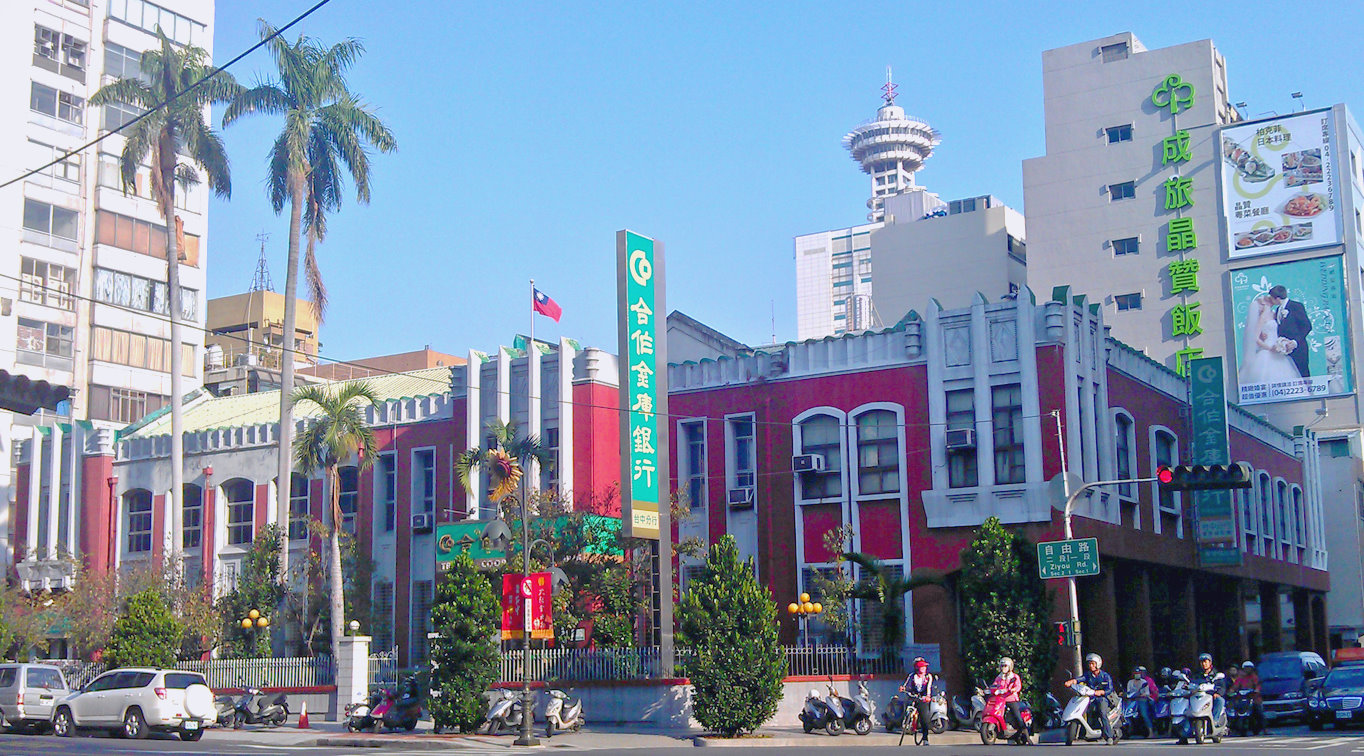
原臺中州立圖書館，自由路拍攝
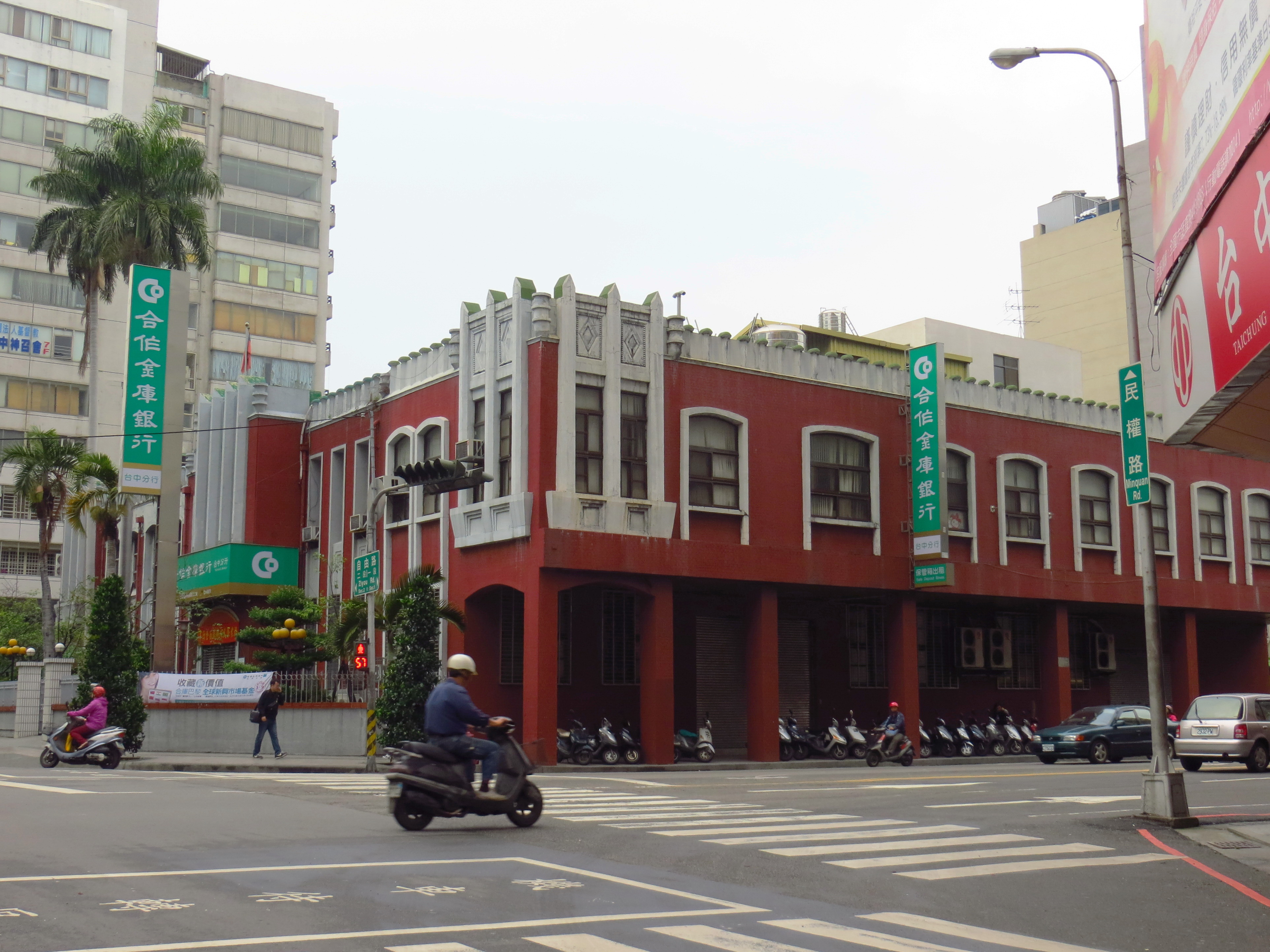
合作金庫銀行臺中分行（原臺中州立圖書館，民權路拍攝）

## 交通
臺中市公車
合作金庫（僅往臺灣大道方向設站）
- 台中客運：6、9、14、27、41、101、107、108、132、142、163
- 豐榮客運：40、48
- 仁友客運：30、45
- 中台灣客運：37、125

## 外部連結
- 臺中市文化資產處 - 歷史建築 - 合作金庫銀行臺中分行(原名：臺中州立圖書館) （页面存档备份，存于）
- 合作金庫銀行臺中分行(原名：臺中州立圖書館) - 文化部文化資產局 （页面存档备份，存于）